# LVU-kampanjen
LVU-kampanjen är en desinformationskampanj  och konspirationsteoretisk proteströrelse som menar att socialtjänsten i Sverige missbrukar Lag med särskilda bestämmelser om vård av unga (LVU) i syfte att på falska eller felaktiga grunder tvångsomhänderta muslimska barn.
Upptakten till kampanjen skedde under 2021 och kampanjen fick ett stort genomslag i media under 2022 och 2023. Kritik mot hanteringen av barnskyddsfall som förekommit i Sverige sedan tidigare har använts av desinformationskampanjen för att ge den trovärdighet.
Säkerhetspolisen och FRA har bedömt att kampanjen haft en direkt och negativ påverkan på säkerhetsläget i Sverige, och att den i kombination med att offentliga koranbränningar uppmärksammats i utländska medier, inneburit en märkbart förvärrad hotbild gentemot landet och en ökad risk för terrorattentat gentemot både Sverige som nation, såväl som enskilda svenska medborgare. LVU-kampanjen har även polisanmälts av Göteborgs stad efter att det i sociala medier spridits en video som uppmanat till attentat mot socialtjänsten.

## Bakgrund

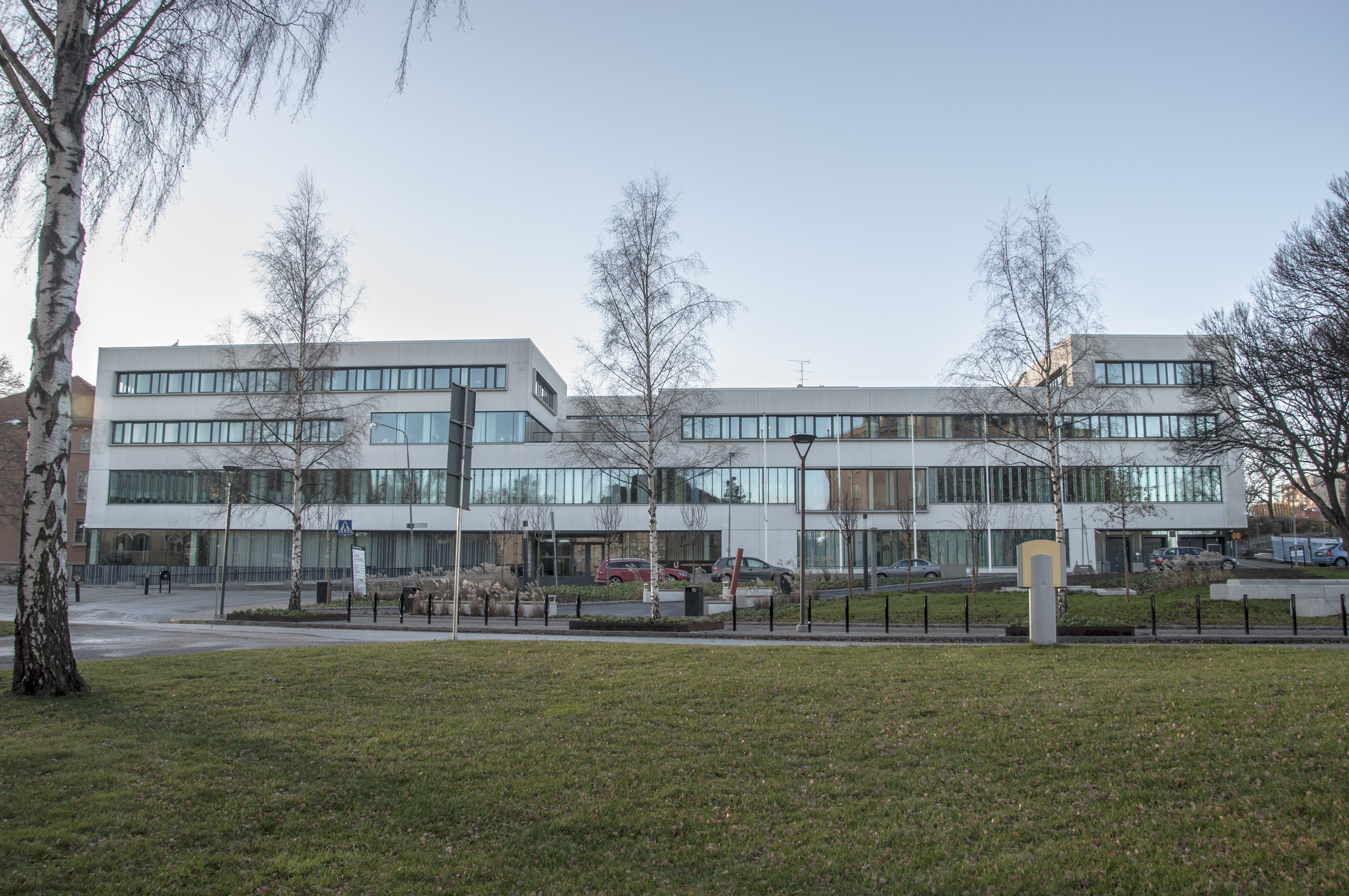
Försvarshögskolan bedömer att LVU-kampanjen härstammar från radikalislamistiska miljöer.

Ursprunget till desinformationen bedöms av forskare från Försvarshögskolan härstamma från svenska radikalislamistiska miljöer. Brottsförebyggande rådet skrev i en rapport 2018 att boende i socialt utsatta områden ofta hade lågt förtroende för svenska myndigheter. Vidare skrev de att "Ett återkommande tema [...] handlar om att socialtjänsten lättvindigt omhändertar barn." Där har inflytelserika individer och organisationer spridit budskap med syfte att underminera svenska myndigheters arbete i utsatta områden. Detta främst med fokus på socialtjänsten, och att dessa myndigheter "är onda" och "tar dina barn". Detta ska förstås som att de kommunala socialtjänsterna, ibland i maskopi med andra myndigheter såsom förvaltningsrätterna, använder sina befogenheter i LVU för att tvångsomhänderta (”kidnappa”) barn till muslimska föräldrar. Syftet med åtgärderna påstås bland annat vara att indoktrinera och tvångssekularisera barnen alternativt konvertera dem till kristendom eller att tvinga barnen till prostitution.
Påståendena har genomgående kunnat vederläggas eller på andra sätt visats vara grundlösa. Statistik från Socialstyrelsen och Statistiska centralbyrån för 2019 har dock påvisat en högre andel omhändertaganden bland barn med två utrikesfödda föräldrar.
Socialstyrelsen har klargjort att religion i sig inte kan utgöra en grund för omhändertagande enligt LVU. De har vidare klargjort att man vid tvångsomhändertagande med stöd av LVU ska lägga särskilt vikt vid att barnet i fråga ska få möjlighet att upprätthålla anknytningen till sitt ursprung, sitt språk och sin kultur. Detta genomför socialtjänsten genom att man vid omhändertagande utreder möjligheterna att placera barnet inom dess eget nätverk. Vidare  förtydligas att myndigheten har en skyldighet att utforma vården på ett sådant sätt att den främjar barnets band med sin familj och andra viktiga personer i dess liv, samt bevarar kontakten med dess hemmiljö.
Det har inträffat situationer då barn har blivit omhändertagna med stöd av LVU på grund av att deras föräldrar av religiösa skäl har äventyrat barnets välmående. År 2023 omhändertog socialtjänsten i Stockholm exempelvis en 2-årig flicka vars föräldrar nekade henne medicinsk behandling för en tumörsjukdom. Föräldrarna, som tillhörde Jehovas vittnen och hänvisade till sin religiösa övertygelse, motsatte sig behandlingen som bland annat innefattade blodtransfusioner. Även barn till återvändande IS-kvinnor har omhändertagits av socialtjänsten.
Rykten om att svenska staten kidnappar barn är dock inte ny. Redan 1983 publicerade tyska Der Spiegel en artikel om svenska barngulager. I artikeln påstods att barn i Sverige kunde tvångsomhändertas av polis och socialtjänst på mycket lösa grunder.

## Historia
Uppkomsten av själva LVU-kampanjen bedöms kunna härledas till sommaren 2021 eller december 2021, då ett antal större arabiskspråkiga konton på sociala medier spred påståenden om att svenska myndigheter "kidnappar" barn. Mikael Tofvesson, operativ chef på Myndigheten för psykologiskt försvar (MPF), har uppgett att man i kampanjen "tagit ett antal olika videoklipp där den svenska socialtjänsten till exempel omhändertagit barn som man sedan klipper in i en kontext som att det här skulle vara riktat speciellt mot muslimer". Bland annat användes i kampanjen äldre videoklipp med den år 2020 avlidne konspirationsteoretikern Ove Svidén. I en intervju i Svenska Dagbladet har Ali Al Sidani uppgett att han startade kampanjen 2021 efter att hans egna barn blivit tvångsomhändertagna av socialtjänsten.
MPF har beskrivit kampanjen som riktad såväl mot muslimska gemenskaper i Sverige som mot muslimska länder. Enligt MPF ska syftet vara att  skapa ett narrativ där muslimer i Sverige utmålas  som offer för svenska myndigheter. Myndigheten menar vidare att flera personer involverade i kampanjen har kopplingar till al-Qaida och Muslimska brödraskapet.
Politikern Mikail Yüksel, som kopplats samman med den högerextrema organisationen Grå vargarna och är partiledare för Partiet Nyans, engagerade sig 2021 i frågan. Partiet Nyans presenterade även LVU-frågan som en av sina huvudfrågor i sitt partiprogram inför riksdagsvalet 2022.

## Manifestationer

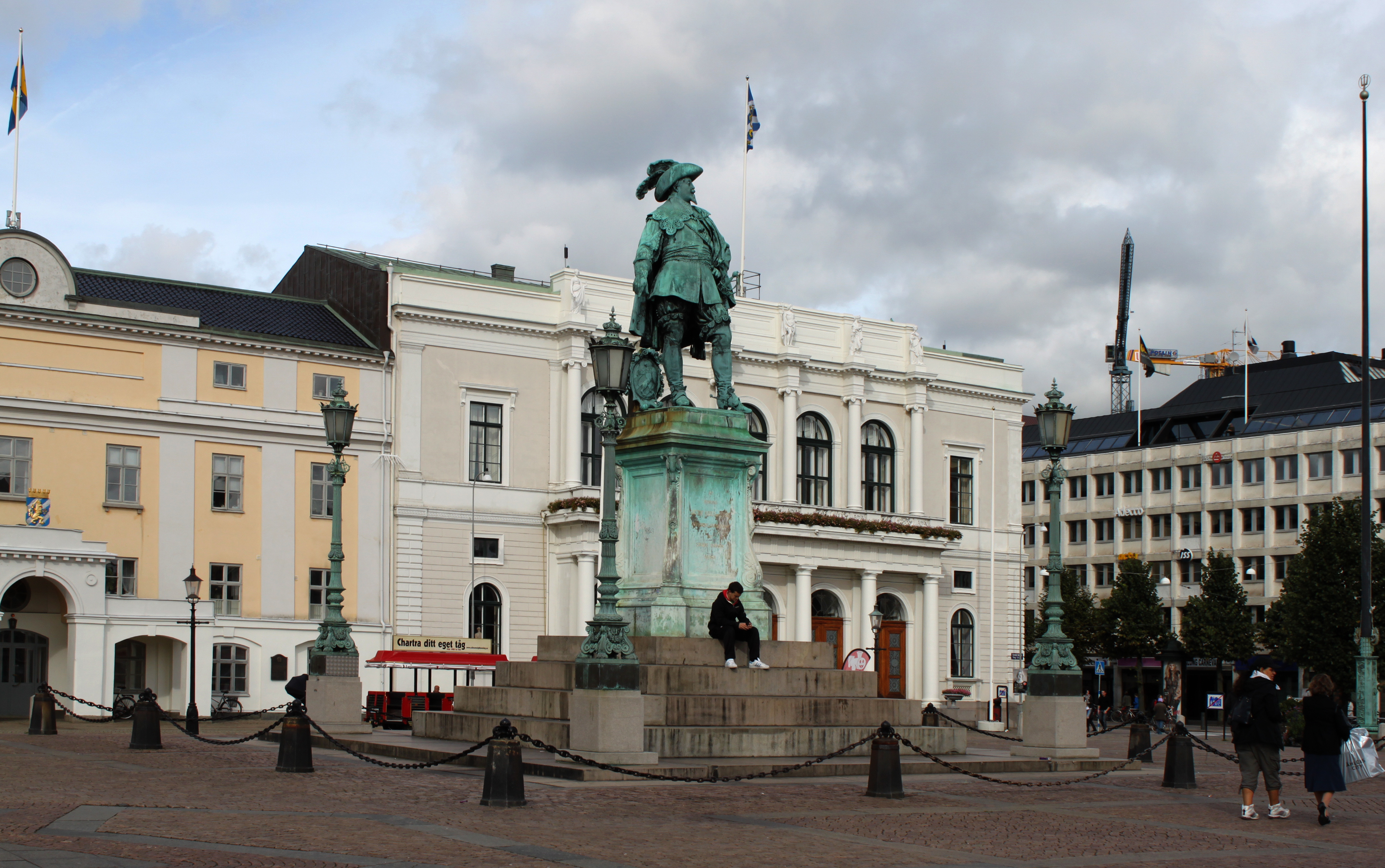
Gustav Adolfs torg i Göteborg, där flera demonstrationer hållits till förmån för LVU-kampanjen.

Den 16 oktober 2021 livestreamade Partiet Nyans en demonstration genom sin Facebook-sida, vilken ägde rum på Gustav Adolfs torg i Göteborg, där även föreningen Mina rättigheter och andra organisationer deltog i protesterna mot Socialtjänstens arbete. Under livesändningen berättade partiledaren Mikail Yüksel att han hade haft ett möte dagen innan med dessa organisationer och flera familjer vars barn hade tagits om hand av socialtjänsten, och inkluderade bland annat påståenden om "pedofiler som är inblandade i familjehemsverksamheter". Yüksel nämnde också att partiet hade blivit kontaktat av personer som hade drabbats av det som kallas "LVU-missbruk", och sa att Partiet Nyans var engagerat i att stödja och lyfta upp denna fråga inför riksdagsvalet 2022. Vidare framhöll Yüksel även att han var den enda politikern som var närvarande under protesten, och underströk att Partiet Nyans lovat att göra LVU-frågan till en central del av sin kampanj inför valet 2022.
I februari 2022 hölls en manifestation framför riksdagshuset i Stockholm, som lockade omkring 200 deltagare. Under manifestationen uppmanade den islamistiske imamen Abo Raad (i media kallad "Gävle-imamen") sina följare att delta. Säpo hade tidigare bedömt honom som ett hot mot rikets säkerhet, och även utfärdat ett utvisningsbeslut. Organisationen Mina rättigheter, som anordnat manifestationen, tog avstånd från dessa deltagare och förklarade att målet med manifestationen var att uppmärksamma de många barn och föräldrar som vill återförenas, och att det enligt dem saknats tillräckligt samarbete i LVU-frågan. Manifestationen uppmärksammades av al-Jaziras Twitter-konto, vilket vid denna tid hade omkring 17,7 miljoner följare, och beskrevs där som en handling i solidaritet med arabiska familjer som "anklagar svenska myndigheter för att fängsla deras barn på grund av deras levnadssituation."
LVU-kampanjen möttes av motdemonstranter under en demonstration den 13 februari 2023, även denna på Gustav Adolfs torg i Göteborg. Motdemonstranterna bedömdes av Polisen tillhöra det högerextrema politiska partiet Alternativ för Sverige.

### Uttalanden under demonstrationen för Gaza 2023
Under en pro-palestinsk demonstration den 22 oktober 2023 på Sergels torg i Stockholm höll Sulaiman Abualfita, engagerad i föreningen Family United, ett tal. I talet anklagade han socialtjänsten för att kidnappa tusentals barn, och menade att detta illegitimerar statsminister Ulf Kristerssons påstådda uttalanden om att palestinier under konflikten skulle ha kidnappat 20 israeliska barn. Föreningen Family United var under 2023 delaktiga i att sprida desinformation om socialtjänsten i Sverige.

"Här i Sverige finns en myndighet som heter socialtjänsten som har tagit barn utan stöd i lag. Så Ulf Kristersson, anklaga inte palestinier för att de har kidnappat 20 israeliska barn, medan tusentals barn kidnappas av din myndighet som heter socialtjänsten".
—Sulaiman Abualfita under demonstrationen på Sergels torg 22 oktober 2023., 

## Reaktioner
| Både Ulf Kristersson och Lotta Edholm har uttryck oro för LVU-kampanjen. |  | Både Ulf Kristersson och Lotta Edholm har uttryck oro för LVU-kampanjen. |
| Både Ulf Kristersson och Lotta Edholm har uttryck oro för LVU-kampanjen. |  |                                                                          |

### Inhemska reaktioner
LVU-kampanjen har varit föremål för både inhemska och internationella reaktioner. Statsminister Ulf Kristersson har bland annat uttryckt att "Den här typen av desinformationskampanjer får förfärliga konsekvenser där socialsekreterarna inte längre kan utföra sitt viktiga jobb. Det drabbar barnen som far illa." Under början av 2023 gjorde SVT en granskning av om kampanjen har lett till att fler barn förts från Sverige. Jämställdhetsmyndigheten konstaterade i samband med en granskning att "De yrkesverksamma (inom socialtjänsten) tog upp risken att en ökning skulle kunna bli konsekvensen, men det är inget vi som myndighet har kunnat analysera eller dra slutsatser kring".
Efter uttalandet under demonstrationen på Sergels torg den 22 oktober 2023 beskrev Ulf Kristersson detta som en "lögn", och menade vidare att denna typ av desinformation är direkt farlig, "... inte minst när terrorister uttryckligen tar sikte på Sverige och svenskar". I oktober 2023 påbörjade Skolverket en utredning på uppdrag av Regeringen med syfte att fastställa vilka konsekvenser LVU-kampanjen haft på skolan. Skolminister Lotta Edholm menade vid tidpunkten då utredningen inleddes att misstro mot Socialtjänsten även kan leda till en misstro mot skolväsendet, och på så sätt påverkar skolgången hos enskilda barn och ungdomar. Skolverket fick i samband med detta även uppdraget att fastställa och presentera exempel på "framgångsrik samverkan mellan skola, socialtjänst och polis samt andra insatser som har fungerat för att motverka spridning av desinformation och konspirationsteorier."
I mars 2024 uttalade sig fackförbundet Vision, genom sin dåvarande ordförande Viktoriya Levin, och ansåg att socialtjänsten haft ett ansvar för uppkomsten av LVU-kampanjen på grund av otydliga riktlinjer och brist på styrning, vilket ledde till att familjer undvek kontakt med socialtjänsten, enligt en enkät av Akademikerförbundet SSR. Detta perspektiv stöttades även av akademiker vid Karlstad universitet, såväl som socialsekreterare inom Göteborgs kommun, som bland annat uttryckte att "Vad gäller LVU-kampanjen så är det ingen rök utan eld."

#### Politiska åtgärder
För att försöka motverka kampanjen presenterade Sveriges regering och Regeringskansliet i februari 2023 följande åtgärdspunkter:
- Uppdrag till MPF att stärka förmågan att möta påverkanskampanjer.
- Förstärkt uppdrag till Socialstyrelsen att motverka ryktesspridning och desinformation om socialtjänsten. I uppdraget ingår att ha nära dialog med Svenska Institutet, MPF och Myndigheten för stöd till trossamfund.
- Straffet för våld eller hot mot tjänsteman ska skärpas och förolämpning mot tjänsteman ska kriminaliseras. Regeringen ger utredningen Åtgärder för att minska offentliganställdas utsatthet (Ju 2022:02) tilläggsdirektiv. I det ingår också att ta fram förslag till ökat skydd för offentliganställdas personuppgifter.
- Beslut om lagrådsremiss för att möjliggöra att ordningsvakter används i fler fall, som exempelvis på socialkontor.

### Internationella reaktioner
I november 2024 sände TV-kanalen al-Jazira en dokumentärserie som riktade kritik mot svenska myndigheter i frågan om tvångsomhändertagande av barn. Dokumentärserien anklagade svenska myndigheter för att "omhänderta barn på vaga grunder" som smutsiga kläder eller dålig ekonomi, vilket bedömdes påminna mycket om LVU-kampanjen. Denna dokumentärserie fokuserade dock på barn med olika etnisk och religiös bakgrund, och inte specifikt muslimska barn. Dokumentären presenterade bland annat ett fall där sju romska barn omhändertagits, där föräldrarna hävdar att det berodde på deras etnicitet. Vid ytterligare granskining av det individuella fallet har det påvisats att skälen till omhändertagande var bristande skolgång och omsorg. Svenska institutet varnade för att dokumentären, trots en initialt begränsad spridning, riskerade att skada Sveriges internationella anseende och få säkerhetsmässiga konsekvenser.